# رافاييل ساينز رودريغيز
رافاييل ساينز رودريغيز (بالإسبانية: Rafael Sáenz Rodríguez)‏ هو رسام كوستاريكي، ولد في 27 فبراير 1977 في سان خوسيه في كوستاريكا.